# تیوریوشوو
تیوریوشوو (انگلیسی: Tyuryushevo) یک شهرک در شهرستان بوزدیاکسکی باشقیرستان کشور روسیه است.